# 염화 아연
염화 아연(Zinc chloride)은 화학식 ZnCl2을 갖는 무기화학 화합물들과 그 수화물들의 이름이다. 염화 아연의 경우 9개 결정 형태가 알려져 있으며 무색이거나 백색이며 물에 잘 녹는다. 이 염은 흡습성과 조해성의 특징을 보인다. 옷감 공정, 융제, 화학 합성 등의 용도로 사용된다.

## 준비
Zn + 2 HCl → ZnCl2 + H2